# Everlasting Luv/BAMBINO ~밤비노~
〈Everlasting Luv/BAMBINO ~밤비노~〉(에버래스팅 러브/밤비노, 일본어: エヴァーラスティング ラヴ／バンビーノ 에바라스틴구 라브/반비노[*])는 브레이커즈의 다섯 번째 싱글. 2009년 4월 8일에 제인 레코드에서 발매됐다.

## 개요
- 이번 싱글 발매일은 다이고의 생일과 같은 날이다.
- 〈Everlasting Luv〉는 명탐정 코난 485화[1]에 방영된 “불협화음을 움직이는 손”편에서 애니메이션 속의 밴드가 부르고 있으며, 한국어 더빙판에서도 한국어로 번안돼서 불리고 있다.[2]

## 수록곡

### 초회한정반A

#### CD
1. Everlasting Luv (3:47)
  - 작사: 다이고, 작곡: 다이고, 신페이, 편곡: 브레이커즈

스릴있는 록 넘버. 신페이가 원형을 만들고, 거기에 다이고가 멜로디를 넣는 수법으로 제작됐다. 가사는 애니메이션에 따른 내용으로 되어있다.
2. BAMBINO ~밤비노~(BAMBINO 〜バンビーノ〜) (3:28)
  - 작사: 다이고, 작곡: 신페이, 편곡: 브레이커즈, 호른 어레인지: 노무라 히로유키, 브레이커즈

호른 부분을  회감은, 라틴 록 넘버. 바를 무대로 한 섹시한 내용.

#### DVD
〈Everlasting Luv〉 Music Clip＋Music Clip 오프샷

### 초회한정반B

#### CD
1. BAMBINO ~밤비노~
2. Everlasting Luv

#### DVD
〈BAMBINO〉 Music Clip＋Music Clip 연습편과 실천편

### 통상반
1. Everlasting Luv
2. BAMBINO ~밤비노~
3. 몇 천 번...몇 만 번 (Acoustic Version)(ナンゼンカイ…ナンマンカイ… 〜Acoustic Version〜)
  - 작사 · 작곡: 아키히데, 편곡: 후지사키 마사히로, 브레이커즈

두 번째 음반 《CRASH & BUILD》 수록곡의 어쿠스틱 버전

## 타이업
Everlasting Luv
- 요미우리 TV 제작·닛폰 TV계 애니메이션 《명탐정 코난》 여는 곡

BAMBINO ~밤비노~
- 다리야 “Palti” CM송